# Paweł Podlipniak
Paweł Podlipniak (ur. 1968) – polski poeta i dziennikarz.
Autor czterech książek poetyckich. Współpracownik Internetowej Gazety Kulturalnej Salon Literacki, w której prezentuje twórczość współczesnych polskich poetów. Laureat ponad stu nagród i wyróżnień w ogólnopolskich konkursach poetyckich. Publikował m.in. w Blizie, FA-arcie, Frazie, Toposie. Członek Stowarzyszenia Pisarzy Polskich. Mieszka w Radomiu. 

## Publikacje
- Aubade triste (Miejska Biblioteka Publiczna, Radom 2010)
- Karmageddon (Stowarzyszenie Salon Literacki, Warszawa 2012)[2]
- Madafakafares (Galeria Literacka przy Galerii Sztuki Współczesnej BWA, Olkusz 2014)
- Herzlich Endlösen (Galeria Literacka przy Galerii Sztuki Współczesnej BWA, Olkusz 2017)

## Wybrane nagrody
- III nagroda VI Ogólnopolskiego Konkursu Poetyckiego im. Michała Kajki 2010[3]
- I nagroda w kategorii poezja XVIII Ogólnopolskiego Konkursu Literackiego „Krajobrazy Słowa” 2010/2011[4]
- I nagroda w kategorii poezja XIX Ogólnopolskiego Konkursu Literackiego „Krajobrazy Słowa” 2011/2012[4]
- II nagroda w kategorii poezja XX Ogólnopolskiego Konkursu Literackiego „Krajobrazy Słowa” 2012/2013[4]
- I nagroda IX Ogólnopolskiego Konkursu Poetyckiego im. Michała Kajki 2013[5]
- II nagroda XXVIII Ogólnopolskiego Konkursu Poetyckiego „O liść konwalii” im. Zbigniewa Herberta 2014[6]
- III miejsce w VI Ogólnopolskim Konkursie Poetyckim „O Granitową Strzałę” 2014[7]
- I nagroda XIV Konkursu Poetyckiego im. Jana Kulki 2016[8]
- I nagroda XII Ogólnopolskiego Konkursu Poetyckiego im. Kazimierza Ratonia 2016[9]
- III miejsce w Ogólnopolskim Konkursie Poetyckim im. Georga Trakla 2017[10]
- I nagroda w kategorii poezja XXXIII Ogólnopolskiego Konkursu Literackiego im. Mieczysława Stryjewskiego 2018[11]
- III nagroda w kategorii poezja XXIX Ogólnopolskiego Konkursu Literackiego „Krajobrazy Słowa” 2021/2022[12]